# Óttar Björnsson
Óttar Björnsson (n. 890) fue un vikingo y bóndi de Bjarnarhöfn, Snæfellsnes en Islandia. Era hijo de 
Bjorn Ketilsson, y de Gjaflaug Kjállaksdóttir (n. 854), una hija del jarl Kjallak. 
Es un personaje de la saga Þorskfirðinga, saga Eyrbyggja, y saga de Laxdœla. Se casó con Gróa Geirleifsdóttir (n. 905), una hija de Geirleifur Eiriksson y de esa relación tuvieron dos hijos varones, Helgi Ottarsson y Björn Óttarsson.